# Liu Yandong

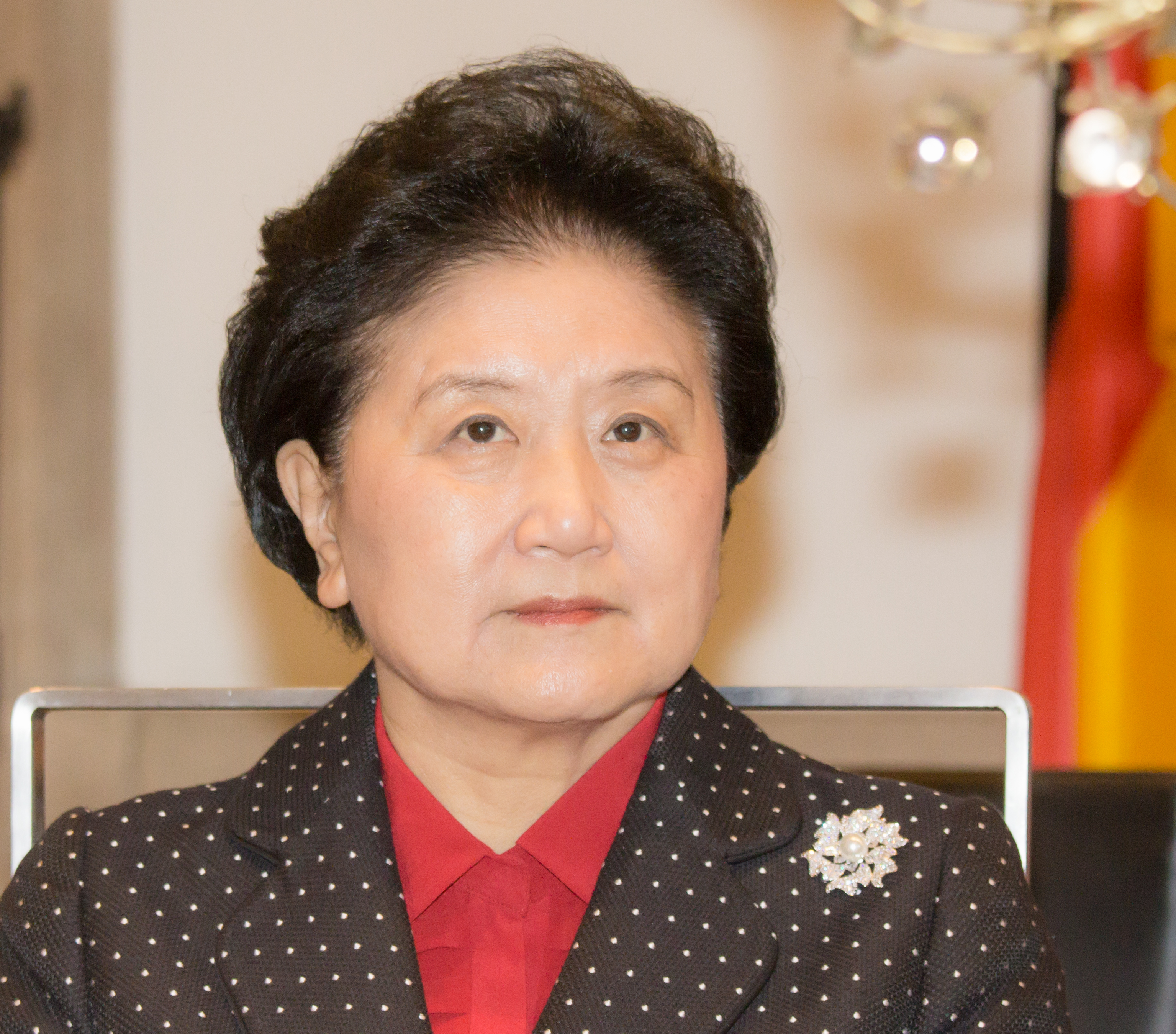
Liu Yandong (2016)

Liu Yandong (chinês: 刘延东; nascida em 22 de novembro de 1945) é uma política chinesa. Ela serviu recentemente como Vice-Primeira-Ministra da República Popular da China, entre 16 de março de 2013 e 19 de março de 2018, e foi membro do Politburo do Partido Comunista da China de 2007 a 2017, Conselheira de Estado entre 2007 e 2012, e chefiou o Departamento de Trabalho da Frente Unida do Partido Comunista entre 2002 e 2007.
Formada pela Universidade de Tsinghua, a carreira de Liu há muito é associada à de seu colega, Hu Jintao. Desde a aposentadoria de Wu Yi, Liu é a figura política feminina mais bem posta na China, e uma das duas únicas mulheres com assento no Politburo, sendo a outra a atual Vice-Primeira-Ministra Sun Chunlan.

## Biografia

### Início da carreira
Liu Yandong nasceu no condado de Nantong, Jiangsu, na então República da China. Seu pai, Liu Ruilong, foi um dos fundadores do 14º Exército dos Vermelhos, uma das primeiras milícias revolucionárias comunistas. Como seu pai era de formação revolucionária, ela foi classificada por alguns analistas como principesca . Liu ingressou na prestigiosa Universidade Tsinghua em 1964, resistiu à Revolução Cultural e se formou em 1970 em química . Enquanto estava na faculdade, Liu era instrutor político de meio período.
Logo após a formatura, Liu começou a trabalhar em uma fábrica de produção de produtos químicos em Tangshan , uma cidade industrial no nordeste da China, no que provavelmente era uma atribuição do estado. Em 1980, ela foi transferida para trabalhar para a organização do partido em Pequim, em 1981 ela foi nomeada vice-secretária do partido no distrito de Chaoyang . Em 1982, Liu começou a trabalhar para a Liga da Juventude Comunista , onde trabalhou com seus contemporâneos Wang Zhaoguo , Hu Jintao e Song Defu . Ela trabalhou na Liga Juvenil por nove anos. Durante esse tempo, ela atuou como presidente da Federação Juvenil de Toda a China .
Em março de 1991, ela começou a trabalhar no United Front Work Department como subsecretária-geral. O mandato da Frente Unida é essencialmente manter as organizações políticas e cívicas não comunistas alinhadas com as ideologias dominantes do Partido Comunista. Durante seu período no departamento, ela obteve mestrado e doutorado em serviço na Universidade Renmin e na Universidade Jilin .

### Politburo
Entre 2002 e 2007, ela atuou como chefe do Departamento de Trabalho da Frente Unida. Em março de 2002, ela também foi eleita vice-presidente da Conferência Consultiva Política do Povo Chinês . Tendo sido há muito aliada do secretário-geral do partido, Hu Jintao, e ascendido nas fileiras da Liga da Juventude Comunista, ela ingressou no 17º Politburo do Partido Comunista da China em 2007. Especulou amplamente para se tornar vice-premiê em uma futura reforma de liderança. Em 2007, Liu era a única mulher com assento no Politburo e a mulher política mais bem posta na China. No Congresso Nacional do Povo de 2008, ela foi eleita Conselheira de Estado , mas não foi eleita Vice-Premier. Ela também foi vice-presidente do Comitê Organizador dos Jogos Olímpicos de Pequim.
No 18º Congresso Nacional do Partido Comunista da China em 2012, ela foi eleita para o 18º Politburo do Partido Comunista da China . Ela se tornou a primeira mulher desde Deng Yingchao a servir a mandatos consecutivos no Politburo. Poucos meses depois, na primeira sessão plenária do 12º Congresso Nacional do Povo em 2013, ela também foi nomeada vice-premiê, a segunda no ranking, supervisionando os amplos portfólios de saúde, educação e  desporto. Desde 2013, Liu é líder do Grupo Líder para a Reforma dos Cuidados de Saúde .

## Vida pessoal
Liu é casada. Em 13 de abril de 2009, a Stony Brook University conferiu a Madame Liu Yandong o título de Doutor Honorário em Direito .